# Telewizja naziemna

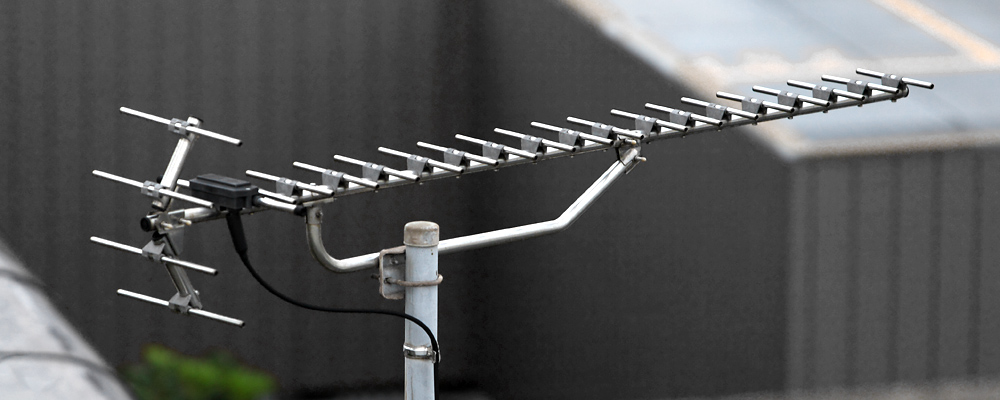
Odbiorcza antena telewizyjna

Telewizja naziemna – telewizja wykorzystująca do emisji programów nadajniki znajdujące się na powierzchni Ziemi, umieszczone najczęściej na wzniesieniach lub wysokich budynkach dla zapewnienia pokrycia sygnałem możliwie dużego obszaru.
Dotychczas telewizja naziemna nadawana była wyłącznie w sposób analogowy. Obecnie w wielu krajach przeprowadzany jest proces cyfryzacji telewizji naziemnej, czyli zastępowania telewizji naziemnej analogowej telewizją cyfrową. Pierwsza w Europie naziemna telewizja cyfrowa rozpoczęła pracę w 1998 roku w Wielkiej Brytanii. Od 2006 roku naziemny sygnał analogowy był wyłączany w krajach europejskich. Od 2015 roku żaden kraj w Europie już nie nadaje swojego programu za pomocą analogowej telewizji naziemnej. W Polsce naziemny sygnał analogowy został całkowicie wyłączony 23 lipca 2013 roku. Zgodnie z ustawą o wdrożeniu naziemnej telewizji cyfrowej wyłączenie naziemnej telewizji analogowej miało nastąpić do 31 lipca 2013/2015.

## Telewizja cyfrowa

### Rozwój naziemnej telewizji cyfrowej w Polsce
W związku z decyzją Komisji Europejskiej o zwolnieniu części pasma częstotliwości 700MHz wykorzystywanej do tej pory przez telewizję naziemną i przekazania ich potrzeby dla operatorów sieci komórkowej rozwijających sieć 5G, 30 marca 2020 rozpoczęła się zmiana częstotliwości nadawania telewizji naziemnej w krajach Unii Europejskiej.
19 grudnia 2023 w Polsce zakończył się proces przełączania cyfrowej telewizji naziemnej na nowy standard DVB-T2/HEVC. Nowy standard od poprzedniego DVB-T2/MPEG-4 różni się wydajniejszym sposobem kodowania transmisji, oznacza to możliwość nadawania większej ilości kanałów w danym multipleksie (do 8 kanałów ) przy jednoczesnej poprawie jakości obrazu (wyższa rozdzielczość obrazu UHD/4K) oraz dźwięku (lepszy dźwięk w technologii Dolby AC-4). Nowy standard nadawaniu sygnału będzie również bardziej odporny na zakłócenia. Dodatkowo widzowie będą mogli korzystać z dodatkowych usług w postaci telewizji hybrydowej HbbTV. Hybrydowa telewizja naziemna wymaga połączenia z Internetem i pozwala w chwili obecnej na dostęp do bogatej biblioteki VOD Telewizji Polskiej, dodatkowych kanałów nadawanych drogą internetową oraz okazjonalnych quizów.
Przejście na nowy standard może oznaczać dla widza konieczność sprawdzenia czy jego telewizor lub zewnętrzny dekoder wspierają nowy standard kodowania DVBT-T2/HEVC, dlatego Telewizja Polska już w 2020 rozpoczęła nadawanie testowe części programów w tym standardzie. Jeżeli odbiornik widza jest w stanie odebrać sygnał w nowym standardzie, to większości przypadków przełączenie ze starego standardu na nowy było automatyczne lub wymagało jedynie ponownego wyszukania kanałów.

### Naziemna telewizja cyfrowa w innych krajach
| Kraj                         | Początek transmisji cyfrowej         | Koniec transmisji analogowej      | Liczba multipleksów |
| ---------------------------- | ------------------------------------ | --------------------------------- | --- |
| Andora                       |                                      | 25 września 2007                  | |
| Australia                    | 2001                                 | 2010 (VIC) – 2013 (WA)            | |
| Austria                      | 26 października 2006                 | 30 marca 2010                     | 4 (Mux "A", "D-F") do 6 Multipleksów: A=krajowe (wszędzie), B=krajowe (w obszarów miejskich; Wiedeń: z radia), C=regionalnym, D-F krajowe: simpliTV (trzy programy HD Free-to-view, 27 programy Subskrypcja) |
| Białoruś                     |                                      | 15 maja 2015                      | 2 (darmowy i płatny) |
| Belgia                       | lipiec 2003                          | 1 marca 2010                      | 3 |
| Bośnia i Hercegowina         |                                      | 2014                              | |
| Brazylia                     |                                      | 29 czerwca 2016                   | |
| Bułgaria                     |                                      | 30 września 2013                  | |
| Chorwacja                    | 2007                                 | 5 października 2010               | 3 |
| Czechy                       | październik 2004                     | 12 lutego 2012                    | 4 |
| Dania                        | 1 kwietnia 2006                      | 31 października 2009              | 1 (3 TV) |
| Estonia                      | grudzień 2006                        | 1 lipca 2010                      | 3 |
| Finlandia                    | 27 sierpnia 2001                     | 1 września 2007                   | 4 |
| Francja                      | 17 stycznia 2005                     | 29 listopada 2011                 | 6 (18 darmowych, 11 płatnych) |
| Hiszpania                    | 2000-2005 (płatne) od 2005 (darmowe) | 3 kwietnia 2010                   | 11 do 18 |
| Holandia                     | kwiecień 2003                        | 11 grudnia 2006                   | 5 (26 TV, 17 radio) |
| Grecja                       | 16 stycznia 2006                     | 2013                              | |
| Kanada                       |                                      | 31 sierpnia 2011                  | |
| Korea Południowa             |                                      | 31 grudnia 2012                   | |
| Irlandia                     |                                      | 24 października 2012              | |
| Japonia                      |                                      | 31 marca 2012                     | |
| Litwa                        | czerwiec 2006                        | 29 października 2012              | 6 |
| Luksemburg                   | 1 czerwca 2006                       | 1 września 2006                   | 3 |
| Macedonia                    |                                      | 1 czerwca 2013                    | 8 |
| Niemcy                       | listopad 2002                        | 4 listopada 2009                  | 2 do 9 (zazwyczaj od 3 do 6, po części z radia) |
| Norwegia                     | wrzesień 2007                        | 1 grudnia 2009                    | 3, później 5 (TV i radio) |
| Republika Południowej Afryki | listopad 2008                        | listopad 2011                     | |
| Rumunia                      |                                      | 17 czerwca 2015                   | |
| Serbia                       | 6 kwietnia 2005                      | 2014                              | 10 darmowych |
| Słowacja                     | wrzesień 2007                        | 31 grudnia 2012                   | 4 (26 TV w tym 10 płatnych i 9 radio) |
| Słowenia                     | 2007                                 | 31 grudnia 2010                   | 1 |
| Szwajcaria                   | 1 stycznia 2003                      | 25 lutego 2008                    | 1 (języka regionalnego, tylko nadawcy publicznego), więcej multipleksów kodowane (tylko w Valais i Gryzonia)                                                                                                 |
| Szwecja                      | kwiecień 1999                        | 19 września 2005 do 1 lutego 2008 | 1 do 5 |
| Ukraina                      | czerwiec 2006                        | 31 sierpnia 2018                  | 4, w późniejszym czasie 6 |
| USA                          |                                      | 12 czerwca 2009                   | |
| Węgry                        | 1 grudnia 2008                       | 31 października 2013              | 3, później 5 |
| Wielka Brytania              | 1998/2002                            | 24 października 2012              | 6 |
| Włochy                       | 2004                                 | 4 lipca 2012                      | 8 |